# Huis-aan-huisblad
Een huis-aan-huisblad is een gratis krant die veelal wekelijks huis-aan-huis verspreid wordt. In Nederland heeft vrijwel iedere plaats een van deze bladen die voorzien in de verspreiding van lokaal nieuws. Deze bladen hebben een gezamenlijke wekelijkse oplage van acht miljoen. In zijn verspreidingsgebied bereikt een huis-aan-huisblad ongeveer 80% van de inwoners.
Huis-aan-huisbladen onderscheiden zich van de reguliere kranten, die door consumenten middels een abonnement betaald worden en daarom een hoger journalistiek informatiegehalte bieden. Naast huis-aan-huisbladen bestaan er ook advertentiebladen, eveneens gratis, die louter advertenties bevatten en ook huis-aan-huis worden bezorgd.
Huis-aan-huisbladen behalen hun inkomen uit de advertorials- en advertentieverkoop, maar soms bestaat er ook een uitgebreidere betaalde editie. Kritiek op deze bladen richt zich dan ook vaak op de neiging de adverteerders ook redactioneel ter wille te zijn. De laatste jaren neemt deze neiging echter af en brengen steeds meer huis-aan-huisbladen op een onafhankelijke wijze nieuws, met name over de plaatselijke politiek. Dat verschilt echter per gemeente. En de laatste jaren overheerst in veel huis-aan-huisbladen toch weer het 'prettige nieuws', opdat de bladen een positieve en aangename uitstraling hebben (en voor bedrijven aantrekkelijk zijn om in te adverteren).

## Geschiedenis
Na ca. 1995 kregen lokale en regionale dagbladen het moeilijker, sommige werden opgeheven of fuseerden, waardoor het belang van huis-aan-huisbladen toenam. Het nieuwsgehalte ervan was al sinds de jaren 1960 sterk gestegen.
Tussen pakweg 2000 – 2020 gaat het minder goed met de huis-aan-huisbladen. Een huis-aan-huisblad als De Echo in Amsterdam had ooit een oplage van 700.000 exemplaren, maar moest in september 2019 de deuren sluiten. In 2022 blijkt dat ‘offline’ adverteren onder marketeers weer aan populariteit wint. Consumenten hebben het meeste vertrouwen in advertenties in (traditionele) gedrukte media. Ondanks dat er in de uitgeverijbranche duurzaam gewerkt wordt middels o.a. het FSC-keurmerk, willen sommige gemeenten de papierverkwisting tegengaan. O.a. Amsterdam, Rotterdam, Haarlem en Tilburg eisen dat burgers een JA/JA-sticker op hun brievenbus plakken, waarmee wordt aangegeven dat zij werkelijk huis-aan-huisbladen wensen te ontvangen.
Uitgeverijen van huis-aan-huisbladen spelen hierop in door hun nieuws naast de krant ook veelal digitaal aan te bieden. 

## Redactionele inhoud
Een huis-aan-huisblad brengt lokaal en eventueel regionaal nieuws. De lezers zijn vertegenwoordigd in de volgende groepen: 18% is 13-34 jaar, 51% is 35-64 jaar en 31% is 65+.  Vaak bevat het blad een pagina met louter gemeentelijke berichten, zoals over bouw- en sloopvergunningen. Vrijwel altijd is er een overwegend journalistieke voorpagina en ligt de verhouding redactioneel - advertenties ongeveer op 1:2. Redactioneel bestaat een huis-aan-huisblad vaak uit:
- beperkte politieke berichten (meestal geen raadsverslagen), maar wel nieuws, agenda's en interviews
- cultuur (meestal geen recensies)
- sportverslagen op lokaal niveau
- ingezonden stukken
- politieberichten
- wonen
- autoberichten (meestal sterk gekoppeld aan advertenties)
- berichten over het plaatselijke openbaar vervoer (met name omleidingen en dergelijke)
- vakantieberichten
- vrouwenberichten, lifestyle
- columns
- kleine-advertentierubriek voor particulieren.

Het uitbrengen van speciale nummers, vaak gekoppeld aan een braderie of ander lokaal feest waar de middenstand een grote rol in speelt, komt ook veel voor. Evenzo nieuws over het culturele aanbod van het komende seizoen.

### Vakbond
De journalistieke vakbond NVJ heeft een sectie 'Lokale Media' die werd opgericht in 2000 en de journalisten van huis-aan-huisbladen en nieuwsbladen bundelt. Aanleiding voor het samenvoegen was het besef dat in beide secties vrijwel hetzelfde werk werd verricht en dat de samenhangende belangen van de leden van beide secties groot zijn. Voorlopig blijven er wel cao's voor de twee groepen bestaan.

## Advertenties
Middels advertenties in huis-aan-huisbladen bereiken bedrijven heel lokaal de bevolking. Huis-aan-huisbladen zijn als medium zowel geschikt voor advertenties van de plaatselijke middenstand als voor landelijk opererende bedrijven, vanwege hun sterk lokale bereik en de beperkte advertentietarieven die erbij horen.

## Websites
Vrijwel alle huis-aan-huisbladen hebben een website, vaak bestaand uit een pdf van hun gedrukte uitgave. Het belang van de website groeit sterk. Ook biedt een aantal uitgevers de lezers de mogelijkheid aan niet alleen reacties, maar ook eigen berichten te plaatsen. Dagblad De Telegraaf bijvoorbeeld heeft in 2011 het lokale platform Dichtbij gelanceerd. Dit platform is direct gekoppeld aan de huis-aan-huisbladen van Holland Combinatie. Dichtbij.nl brengt o.a. buurtnieuws, sport, cultuur, aanbiedingen van de lokale middenstand, informatie van het gemeentebestuur alsmede bijdragen van derden (lezers, clubs, middenstanders, organisaties, culturele instellingen enz.).

## Cijfers
De Nederlandse Nieuwsblad Pers (NNP) is de belangenorganisatie van de huis-aan-huisbladen van 38 uitgevers in Nederland (2019). De totale oplage bedraagt wekelijks bijna 8 miljoen exemplaren (in 2010 nog 14 miljoen), in zo'n 400 titels. Er werken zo'n 4.000 mensen voor de bladen, plus 30.000 bezorgers. Volgens NIPO-onderzoek leest ongeveer 68% van de lezers het huis-aan-huisblad voor de helft of meer. Menig huishouden ontving in het verleden zelfs twee of drie huis-aan-huisbladen per week. Echter, dit aantal neemt af, mede door fusies en reorganisaties. De huis-aan-huisbladen bereiken wekelijks nog wel een oplage die een veelvoud is van de betaalde dagbladen.
Vanwege hun afhankelijkheid van adverteerders zijn huis-aan-huisbladen genoodzaakt grote oplagen in stand te houden. Regelmatig komt hierop kritiek vanwege het grote gebruik van papier en dus van bomen.

## Uitgevers van huis-aan-huisbladen
De grootste uitgevers op het gebied zijn anno 2022:
- Telstar Mediagroep
- BDU Uitgevers
- Rodi Media

Overige uitgevers:
- A&C Media BV
- Actief Media
- APJ grafi-media (drukwerk/regionale uitgeverij)
- Banda Uitgeverij
- Boom regionale uitgevers
- Broekzitter, Drukkerij
- BrugMedia
- Buijze Pers
- Buono! Uitgeverij
- Claessens, Drukkerij
- Elgersma, Drukkerij
- Enter Media
- EXTRA
- Gilsing lokale media
- Groeiend Best
- 't Groentje
- Groot Hellevoet Mediacentrum
- Talvi Mediacentrum
- Telstar Mediacentrum
- De Havenloods Mediacentrum
- DAS Mediacentrum
- Arena Mediacentrum
- Hoekstra Uitgeverij
- Holland Media Combinatie
- Idema Grafimedia
- Kontakt Mediapartners
- LMP
- Media Totaal Noord
- DeMooiRooiKrant Sint-Oedenrode NB
- NDC mediagroep
- Nederlandse Weekbladen Groep (NWG)
- Rond Haaksbergen
- Stedendriehoek, Uitgeverij
- Tekst & Uitleg
- Uitgeverij Em. de Jong
- De Trompetter
- Het Twentsche Land, Uitgeverij
- Uitkijkpost, Uitgeverij
- De Uitstraling, Uitgeverij
- Van de Wiel, Uitgeverij
- Van Helvoort Grafisch Bedrijf
- Vecht-, Amstel- en Rijnstreek
- Verhagen, Uitgeverij
- Vermeulen Steenbergen, uitgeverij Steenbergse Courant (sinds 1881)
- Vorsselmans, Uitgeverij & Drukkerij
- Weekbladcombinatie Gelderland Oost (WCGO)
- Weevers, Drukkerij
- West Media, Uitgeverij
- Wijchens Weekblad Wegwijs

Een gezamenlijke site van de bladen publiceert een uitvoerige lijst met vrijwel alle titels.